# 恵比須島 (小樽市)

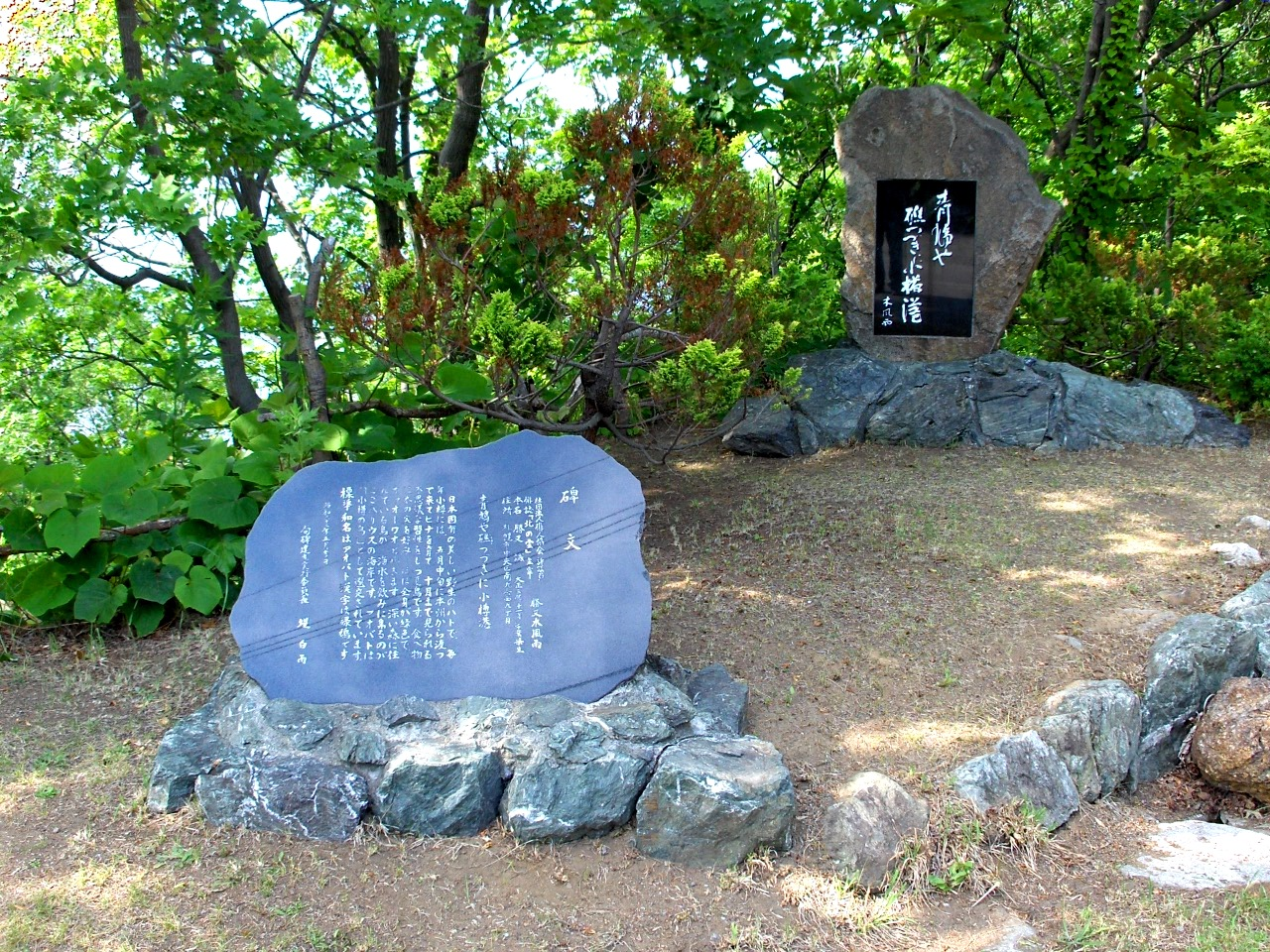
アオバト句碑。画像右横に崖を下る通路が存在（2006年時点）。

恵比須島（えびすじま）、または恵比須岩（えびすいわ）は、北海道小樽市に位置する島の名称。

## 概要
北海道小樽市の張碓（はりうす）地区、張碓海岸に位置する小島。小樽八区八景の一つに数えられている。小樽市の鳥であるアオバトが飛来していたことで知られる。以前は弁天を祀る祠が建てられていた。
かつては張碓地区に建立された勝又木風雨のアオバト句碑の奥にある通路を下って島へ辿り着くことが可能であった。北海道旅客鉄道函館本線張碓駅が廃駅となり、張碓海水浴場も閉鎖されて以降、島への一般通路は封鎖され、漁業者の私有地を通らなければ立ち入ることはできなくなっている。

## 島名の由来
恵比須島というのは、ヲタルナイ場所請負人・恵比須屋（岡田半兵衛）の番屋と漁場が島の眼前にあったことに由来する。この船着き場を古老は岡田の澗と呼び、令和3年現在でも漁師小屋が数軒建っている。
昔の地元漁師は単に島と呼んでいた。
島の上に弁天の祠があった頃は弁天島あるいは張碓弁天島とも呼ばれていたが、現在は祠が消失している。
アイヌ語地名はワウシリ(アオバトの島)。天保12年に描かれた今井八九郎の地図にはマウシシレエト（アオバトの岬）の地名が振られており、松浦武四郎の『廻浦日記』にはワウレーないしワウシリエトの地名が記録されている。島から1kmほど東にかつて存在していた集落が和右尻（ワウシリ）と呼ばれていたが、この地名は元々はこの恵比須島のことを指していたようだ。『永田地名解』には「ワオシレト（ワオ鳥ノ岬）」とあり、アオバトがこの島に巣を作ることからその名で呼んだと注解している。アオバトの鳴き声は「ワウ」「ワオ」と聞こえるため、アイヌ語ではアオバトを「ワウ」「ワオ」「ワウォウ」などと呼ぶ。

## 地理

### アオバトの生息地
アオバトの飛来する島として知られており、昭和60年には200羽前後生息していたことが観察されている。

### 周辺の岩
- ノコギリ岩……恵比須島の20m西にある岩。
- アオバト岩……ノコギリ岩のすぐ西にある平らな岩。アオバトがこの上でよく休んでいた

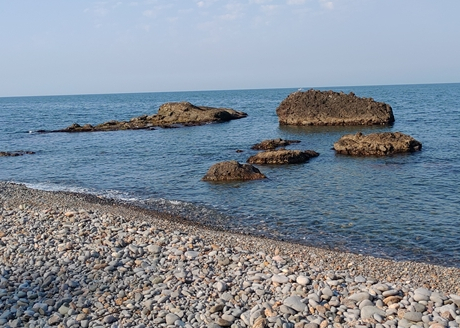
左がアオバト岩、右がノコギリ岩

### 周辺の遺構

#### 義経隧道（張碓第五隧道）
恵比須島の対岸西側にある。明治12年にジョセフ・クロフォードの指導のもとで開削されたトンネル。後に鉄道用に転用されたが、鉄道の複線化に伴い人道用に戻った。現存しているが天井が一部崩落しており、道も閉鎖されている。積雪で立ち往生したSL義経号をSLしずか号が助けに来たことから義経隧道の愛称がついた。現存する日本最古の鉄道隧道。

#### 張碓川橋橋脚
上記の隧道と同時期に建設された橋の橋脚部分。橋自体は掛け替えられて新しくなっている。現存する北海道最古の鉄道橋脚。

## 歴史
アイヌ時代はワオシレエト／ワウシリと呼ばれており、アオバトの飛来する島として知られていた。
江戸時代、島の前がヲタルナイ場所の漁場となり、請負人の名をとって恵比須島、また安政3年に弁天の祠が置かれたため弁天島と呼ばれるようになった。しかし文久元年、弁天は嵐で流出してしまう。
昭和の初め頃まで島にカエデの大木が1本生えおり、アオバトの休み場となっていたが、昭和22年の大火で焼失してしまった。
昭和後期にコンクリートの護岸工事が行われ、島と陸続きになっている。
昭和末期まで島の周辺は張碓海水浴場として夏季は賑わっていたが、鉄道に轢かれる可能性があり危険ということで閉鎖され、現在は漁師の私有地を通過しなければ島に来ることはできなくなっている。

### 恵比須島の伝説

#### 化石岩
『是ハ、ハルウスより少行て海岸ノ岩なり。此岩ニ当リシ者、諸品何限らズ石と化ス。誠に奇岩ニ御座候事』
安政元年に箱館奉行に同行した依田次郎助は、ハルウスの「化石岩」として上記の伝説を記録している。

#### 張碓のアオバト
『張碓に、なんでも反対の事をしていた子供のアオバトがいた。親が死ぬ時「墓ではなく川のそばに埋めてくれ」と頼んだ。親バトは、そう言えば反対側の山に埋めると思ったからだ。しかし子バトは死ぬときくらいは親の言うことを聞いてやろうと思って川のそばに埋めた。雨が降る季節になると、親が流されないようにマオーマオーと鳴くということだ。』

#### ピリカメノコ
『若者がアイヌのピリカメノコ（美人の娘）と恋仲になり嫁入りすることになったが、若者は戦争に行ってしまう。ピリカメノコは毎日ハルウシの海岸に出て帰りを待ったが、若者が帰ってくることはなく、ついに入水して死んでしまう。このピリカメノコが、若者と別れた初夏になるとアオバトに化身してワウワウと鳴くというのである。』

#### お小夜と清吉
『お小夜という娘は張碓弁天の祭りで清吉という若者に出会い恋に落ちた。しかし清吉と別の娘との縁談が先に決まってしまい、お小夜は縁談のきっかけとなった張碓弁天を激しく呪った。その執念が実ったか、大嵐で張碓弁天の祠は大波に飲まれてしまう。しかしほどなくして清吉も病死する。お小夜は呪いを悔い、入水して死んでしまった。』
このお小夜と清吉の地蔵堂は朝里川河口の太平山神社に併設されている。